# Folke Grubbström
Folke Grubbström, född 1931., en svensk skogsarbetare, lapptillsyningsman, konsulent och författare. 
Grubbström föddes och växte upp i Forsmark i Storumans kommun. Han hamnade tidigt i timmerskogen och höll på med skogsarbete fram till trettioårsåldern. Sedan började han läsa svenska och bokföring på distans. På så sätt skaffade han sig meriter för att få jobb inom dåvarande Lappväsendet. 1969 blev han lapptillsyningsman i Ammarnäs, vid dåvarande Lappväsendet. Han avslutade sitt yrkesliv som konsulent hos Lantbruksnämnden, och sysslade med bland annat skogsvärderingar.
Folke Grubbström har alltid varit en stor naturmänniska och äger ett brinnande kulturintresse. Hela sitt vuxna liv har han fört dagbok, vilket utgjort grunden för hans författarskap.